# خالد بن سليمان الراجحي
خالد بن سليمان الراجحي كاتب وخبير في مجال التأليف والتسويق، يتولى منصب نائب رئيس مجلس إدارة مجموعة الراجحي القابضة، وصدرت له العديد من المؤلفات من أبرزها كتاب (جسر من ضوء: بوح وتأملات باحث في دروب قلاسقو) (دروب مختلفة: تأملات في بدايات جديدة)، وكتاب (قاع الفنجان: تأملات وفلسفات وقصص) وراوية (سر الجبل: رحلة في جنبات جامعة الملك فهد للبترول والمعادن). وكتاب (وجدتها: محاولات في استخدام العقل والمنطق للوصول إلى حقيقة الأشياء)

## التعليم
- حاصل على درجة البكالوريوس في علوم الإدارة الصناعية من جامعة الملك فهد للبترول والمعادن عام 1986م.
- حاصل على درجة الماجستير في العلوم الإدارية من معهد «هالت» العالمي للعلوم التجارية العالمية – كلية بوستون الولايات المتحدة الامريكية عام 1989م.
- حاصل على درجة الدكتوراه في «إدارة الأعمال -التجارة العالمية» من كلية العلوم الإدارية بجامعة «قلاسقو» في بريطانيا عام 2008م.[4]

## العمل
- يعمل نائباً لرئيس مجلس إدارة مجموعة الراجحي القابضة.
- عضو هيئة تدريس مرتبط في كلية إدارة الأعمال – جامعة اليمامة.
- عمل في منصب الرئيس التنفيذي لشركة سليمان العبد العزيز الراجحي وأولاده - دواجن الوطنية- يناير/1991 م حتى إبريل /2010 م.[5][6]

## الإصدارات
- (جسر من ضوء: بوح وتأملات باحث في دروب قلاسقو) صدر عام 2013م.[7]
- (دروب مختلفة: تأملات في بدايات جديدة) صدر عام 2014م.[8]
- (قاع الفنجان: تأملات وفلسفات وقصص) صدر عام 2015م.[9]
- رواية (سر الجبل: رحلة في جنبات جامعة الملك فهد للبترول والمعادن) صدرت عام 2016م.[10]
- (وجدتها: محاولات في استخدام العقل والمنطق للوصول إلى حقيقة الأشياء)صدرت عام 20120
- (تحويل الفكرة إلى فرصة) [سلسلة محاضرات].صدر عام 2014.[11]
- (أنت علامة مميزة) [سلسلة محاضرات].صدر عام 2014.
- (عندك حلول) [سلسلة محاضرات].صدر عام 2015.[12]
- (كيف تؤلف كتاباً) صدر عام 2014م.[13]
- (بيئة عمل ممتعة) [سلسلة محاضرات]. صدر عام 2015.[14]
- (من لا يقرأ من الجهل لا يبرأ) [سلسلة محاضرات]. صدر عام 2014م.[15]
- (عشريات تويتر) صدر عام 2016م.[16]

## محاضرات
- محاضرة (تحويل الفكرة إلى فرصة) ألقاها في الغرفة التجارية في الرياض عام 2012م.[17]
- محاضرة (أنت علامة مميزة) ألقاها في الغرفة التجارية في الرياض عام 2013م.[18]
- محاضرة (بيئة عمل ممتعة) ألقاها في الغرفة التجارية الصناعية في حائل عام 2014م.[19]